# Tiphys curvipes
Tiphys curvipes är en kvalsterart som beskrevs av Herbert Habeeb 1954. Tiphys curvipes ingår i släktet Tiphys och familjen Pionidae. Inga underarter finns listade i Catalogue of Life.